# Équipe cycliste Saint Piran

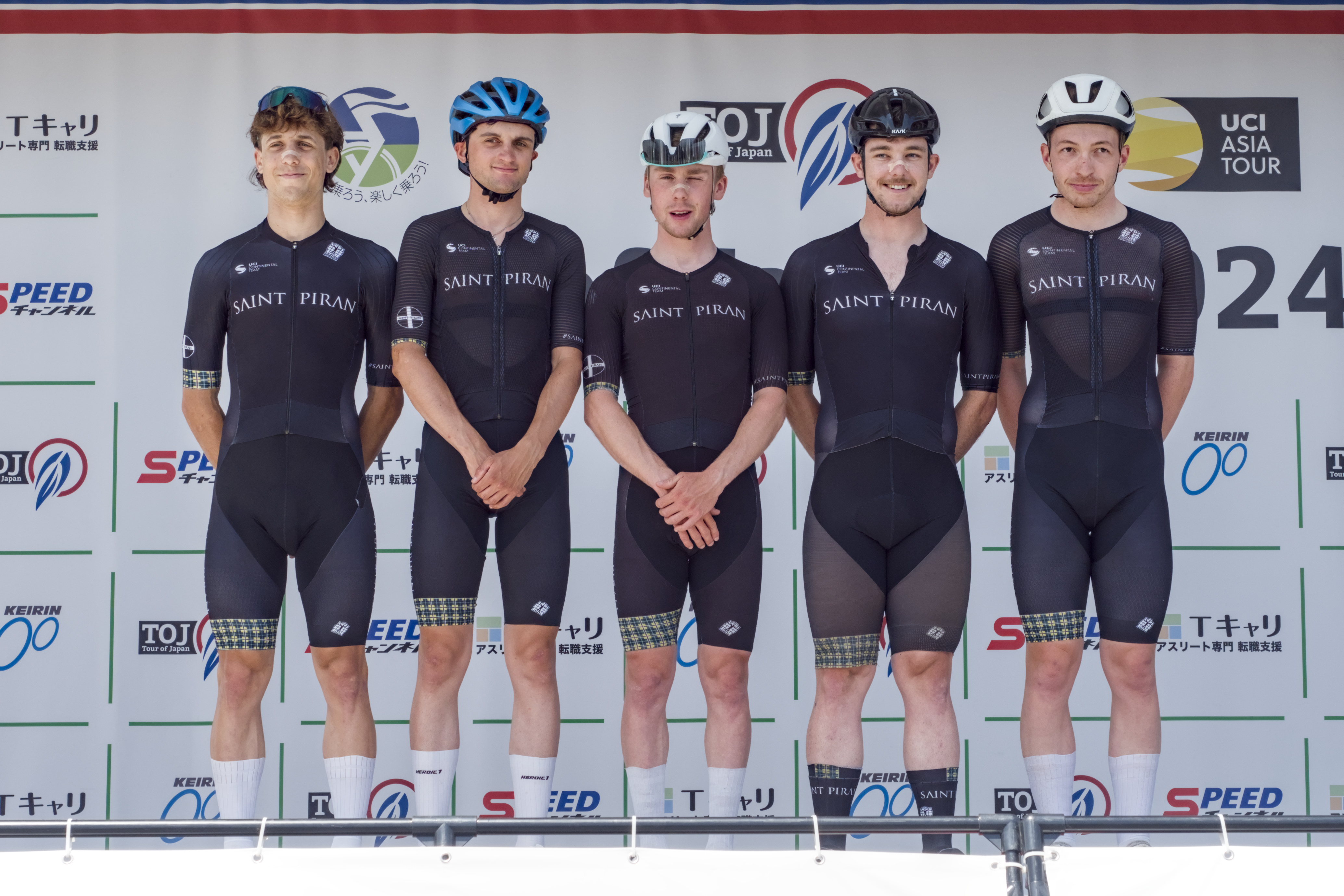
Des coureurs de l'équipe en 2024.

L'équipe cycliste Saint Piran est une équipe cycliste britannique, créée en 2018. Elle court avec le statut d'équipe continentale de 2021 à 2024, date de sa disparition.

## Histoire de l'équipe
En 2018, le projet Saint Piran est fondé par Richard Pascoe. L'équipe porte le nom de Saint Piran, saint patron de Cornouailles, la région d'origine de l'équipe. Le projet suit un concept en trois étapes : au sommet du projet se trouve une équipe cycliste d'élite, dont l'objectif est de participer un jour au Tour de France. Au deuxième niveau, il existe une équipe de performance et une équipe de développement pour promouvoir les jeunes talents, ainsi qu'une équipe féminine depuis 2021. Au niveau le plus bas se trouvent les coureurs amateurs.
Le projet est financé par plusieurs sponsors. Pour réduire sa dépendance à leur égard, l'équipe s'appuie également sur la commercialisation de sa propre gamme de produits dans le secteur alimentaire ainsi que sur le financement participatif et les subventions de sources publiques.
L'équipe élite court une licence d'équipe continentale UCI de 2021 à 2024. Au total, elle remporte huit victoires dans des courses UCI au cours de cette période.
En octobre 2024, l'équipe fait la une des journaux après que l'UCI a lancé une enquête sur l'utilisation de cadres non homologués. Après un litige avec le fournisseur de vélos Lapierre, l'équipe se retrouve sans vélos, donc des cadres non peints ont été achetés à un fabricant chinois et équipés d'un faux autocollant UCI. Après l'incident, l'équipe ne réussit pas à trouver de nouveaux sponsors et elle cesse ses activités à la fin de la saison 2024,.

## Principales victoires

### Courses d'un jour
- Grand Prix de la Somme : 2021 (Tom Mazzone)
- Grand Prix de la ville de Nogent-sur-Oise : 2022 (Alexandar Richardson)
- Ringerike GP : 2023 (Jack Rootkin-Gray)

### Championnats nationaux
- Championnats de Grande-Bretagne sur route : 1
  - Contre-la-montre espoirs : 2023 (Josh Charlton)

## Classements UCI
L'équipe participe aux épreuves des circuits continentaux et en particulier de l'UCI Europe Tour. Les tableaux ci-dessous présentent les classements de l'équipe sur les différents circuits, ainsi que son meilleur coureur au classement individuel.
UCI Europe Tour
| UCI Europe Tour | UCI Europe Tour        | UCI Europe Tour                           | UCI Europe Tour |
| Année           | Classement par équipes | Meilleur coureur au classement individuel |                 |
| --------------- | ---------------------- | ----------------------------------------- | --------------- |
| 2021            | 88e                    | Tom Mazzone (735e)                        |                 |
| 2022            | 90e                    | Alexandar Richardson (450e)               |                 |
| 2023            | 45e                    | -                                         |                 |
|                 |                        |                                           |                 |
| Source : UCI    |                        |                                           |                 |

UCI Oceania Tour
| UCI Oceania Tour | UCI Oceania Tour       | UCI Oceania Tour                          | UCI Oceania Tour |
| Année            | Classement par équipes | Meilleur coureur au classement individuel |                  |
| ---------------- | ---------------------- | ----------------------------------------- | ---------------- |
| 2022             | -                      | Cooper Sayers (100e)                      |                  |
|                  |                        |                                           |                  |
| Source : UCI     |                        |                                           |                  |

L'équipe est également classée au Classement mondial UCI qui prend en compte toutes les épreuves UCI et concerne toutes les équipes UCI.
| Classement mondial | Classement mondial     | Classement mondial                        | Classement mondial |
| Année              | Classement par équipes | Meilleur coureur au classement individuel |                    |
| ------------------ | ---------------------- | ----------------------------------------- | ------------------ |
| 2021               | 148e                   | Tom Mazzone (987e)                        |                    |
| 2022               | 156e                   | Alexandar Richardson (576e)               |                    |
| 2023               | 81e                    | Jack Rootkin-Gray (425e)                  |                    |
| 2024               | 92e                    | Alexandre Mayer (183e)                    |                    |
|                    |                        |                                           |                    |
| Source : UCI       |                        |                                           |                    |

## Saint Piran en 2024
Effectif
| Effectif 2024                           | Effectif 2024     | Effectif 2024 | Effectif 2024                         |
| Cycliste                                | Date de naissance | Pays          | Équipe précédente                     |
| --------------------------------------- | ----------------- | ------------- | ------------------------------------- |
| Rowan Baker                             | 4 mars 2002       | Royaume-Uni   |                                       |
| Harry Birchill                          | 1 janvier 2001    | Royaume-Uni   | Team Inspired (2022)                  |
| Sam Culverwell                          | 5 octobre 2000    | Royaume-Uni   | AT85 Pro Cycling (2023)               |
| Matthew Gibson                          | 2 septembre 1996  | Royaume-Uni   | Human Powered Health (2023)           |
| Tyler Hannay                            | 3 septembre 2003  | Royaume-Uni   | Saint Piran (2023)                    |
| Dylan Hicks                             | 5 avril 2004      | Royaume-Uni   | Development Team DSM-Firmenich (2023) |
| James McKay                             | 21 mars 1997      | Royaume-Uni   |                                       |
| Alexandar Richardson (1 juill.–24 juin) | 30 avril 1990     | Royaume-Uni   | Alpecin-Fenix (2022)                  |
| William Roberts                         | 4 juin 1998       | Royaume-Uni   |                                       |
| Bradley Symonds                         | 17 mars 2025      | Royaume-Uni   |                                       |
| Charlie Tanfield                        | 17 novembre 1996  | Royaume-Uni   | Ribble Weldtite Pro Cycling (2022)    |
| Harry Tanfield                          | 17 novembre 1994  | Royaume-Uni   | TDT-Unibet (2023)                     |
| William Tidball                         | 22 avril 2000     | Royaume-Uni   | Team Inspired (2020)                  |
| Max Walker (1 janv.–6 fév.)             | 12 juillet 2001   | Royaume-Uni   | Trinity Racing (2023)                 |
| Oliver Wood                             | 26 novembre 1995  | Royaume-Uni   | AT85 Pro Cycling (2023)               |
|                                         |                   |               |                                       |
| Source : ProCyclingStats                |                   |               |                                       |

Victoires
| Victoires | Victoires                 | Victoires | Victoires | Victoires   | Victoires |
| Date      | Course                    | Pays      | Classe    | Vainqueur   |           |
| --------- | ------------------------- | --------- | --------- | ----------- | --------- |
| 18 mai    | 4e étape du Tour de Grèce | Grèce     | 2.1       | Dylan Hicks |           |